# Jean Agélou

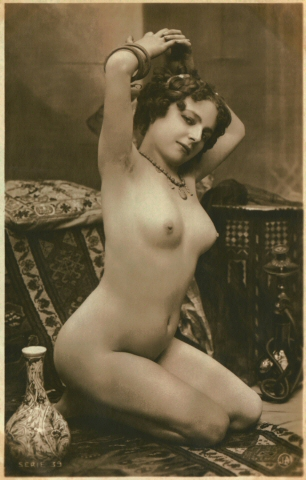
Fernande (Fernande Barrey), sua modelo preferida, fotografada nos anos 1910.

Jean Agélou (Alexandria, Egito, 16 de outubro de 1878 - Loiret, França, 2 de agosto de 1921) foi um fotógrafo francês de origem egípcia especializado em nus femininos. Também foi editor de cartões-postais eróticos, ramo ou modalidade no qual tornaria-se o maior produtor durante o período 1908 a 1916. Sua modelo preferida era a francesa Fernande Barrey (1893-1960).
Christian Bourdon e Jean-Pierre Bourgeron, grandes colecionadores de cartões postais, se esforçaram para coletar o máximo possível de sua coleção de obras.